# Плоскоголовая семижаберная акула
Плоскоголовая семижаберная акула или плоскоголовый многожаберник (лат. Notorynchus cepedianus) — единственный современный вид рода семижаберных акул Плоскоголовые акулы, Плоскоголовые семижаберники или Плоскоголовые многожаберники (Notorynchus) из семейства многожаберных акул. Характерной особенностью этого вида является наличие 7 пар жаберных щелей, в то время как у большинства видов акул, за исключением представителей семейства многожаберных акул и пилоносой акулы, по 5 пар жаберных щелей. У плоскоголовой семижаберной акулы крупное и плотное тело с широкой головой. Верхние зубы имеют центральное остриё, нижние по форме напоминают гребёнку. Единственный спинной плавник сдвинут к хвосту. Окрас от серебристо-серого до коричневого цвета. Обитает повсеместно в умеренных водах. Максимальная зафиксированная длина составляет 2,9 м. Это донный неритический и морской вид. Является объектом коммерческой и любительской добычи.

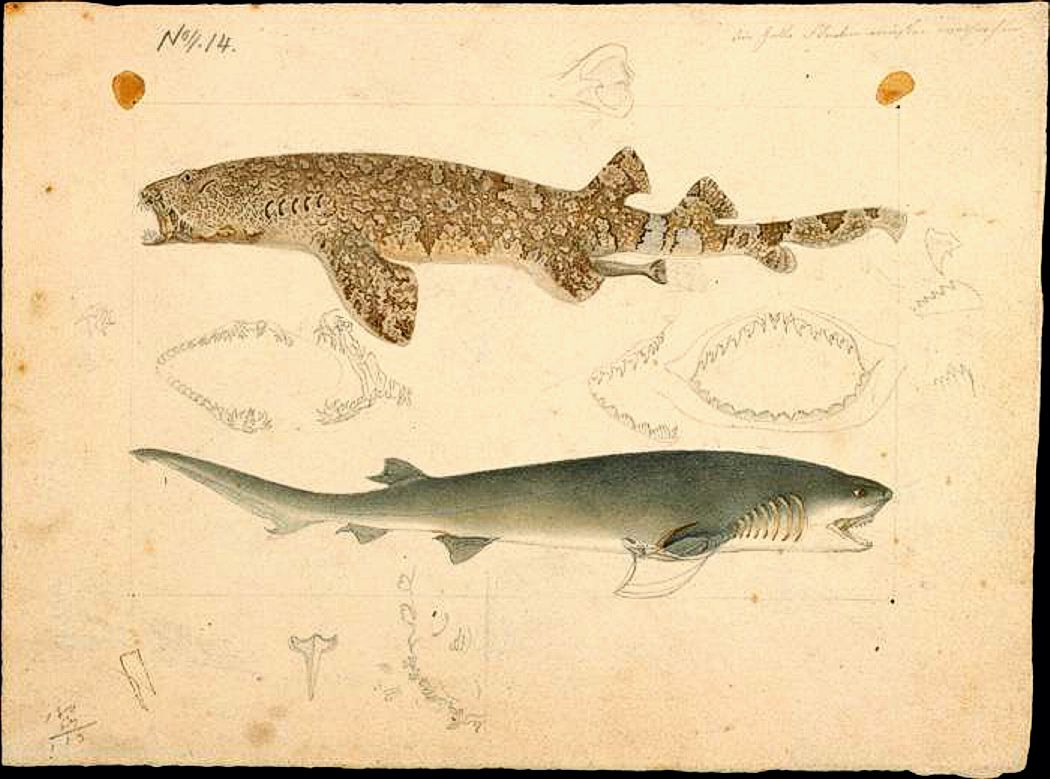
Одно из ранних изображений плоскоголовой семижаберной акулы (ниже)

## Таксономия
Впервые вид был научно описан в 1807 году. Голотип неизвестен. Родовое название происходит от слов греч. νῶτος — «спина» и греч.  ῥινός — «нос», «морда». Вид назван в честь Бернара Жермена Этьена де ла Виля, графа де Ласепеда (1756—1825), автора книги «Histoire naturelle des poissons».

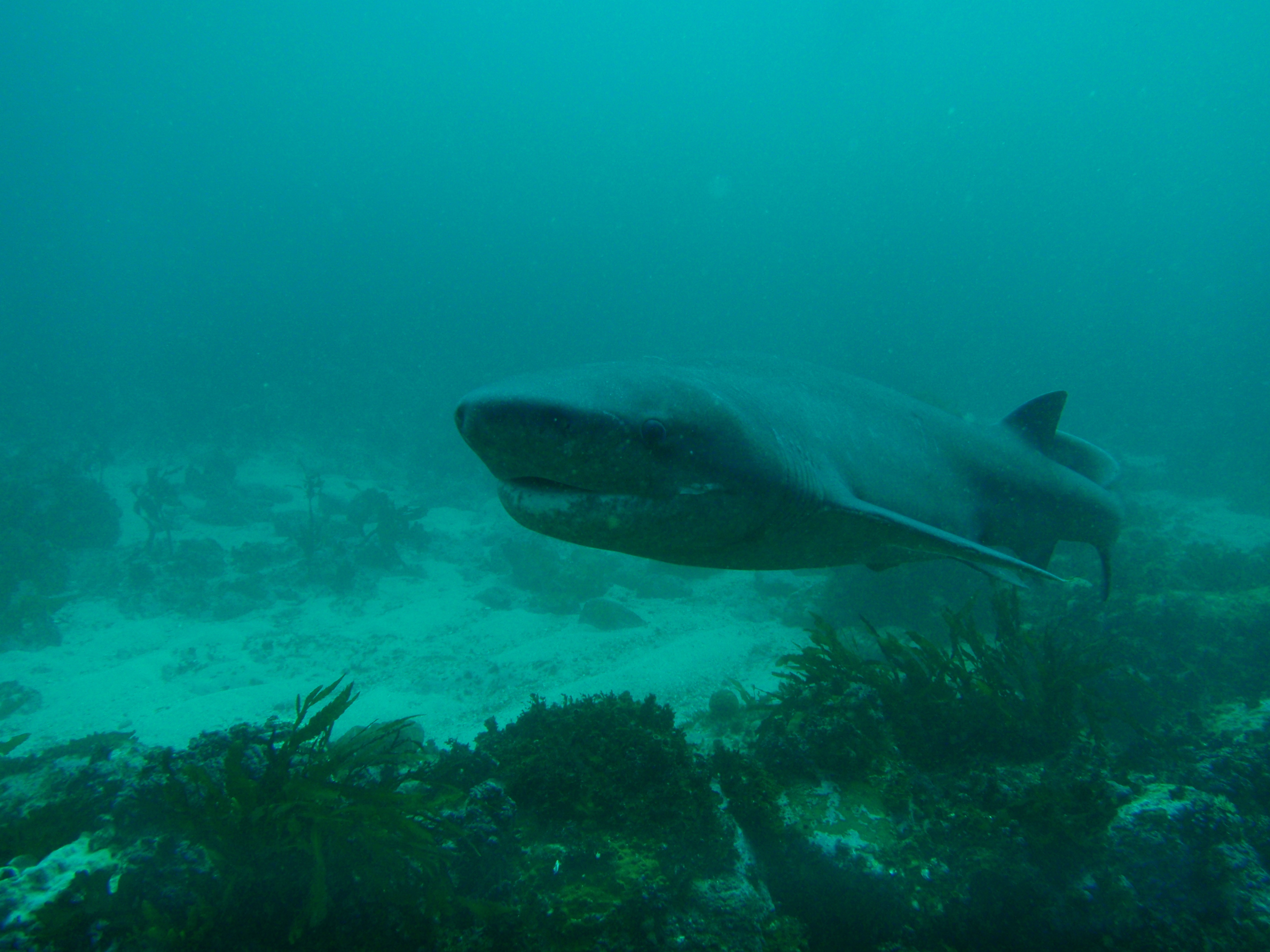
Плоскоголовая семижаберная акула в водах Капского полуострова

## Ареал
Широко, но неравномерно распространённый в тропических и умеренных водах вид. Отсутствует в северной части Атлантики и Средиземном море. В юго-западной Атлантике встречается у южного побережья Бразилии, Уругвая и на севере Аргентины. В юго-восточной Атлантике и Индийском океане обитает у берегов Намибии, ЮАР, Тристан-да-Кунья, возможно, Индии и Шри-Ланки. В западной части Тихого океана эти акулы попадаются у южного побережья Японии, Кореи, Тайваня, Китая, возможно, Вьетнама, Австралии (Новый Южный Уэльс и Западная Австралия) и Новой Зеландии. В восточной части Тихого океана они встречаются у берегов Британской Колумбии, Канады, южной Калифорнии (США), Мексики, Перу, Чили и в северной части Калифорнийского залива. Эти акулы держатся на континентальном шельфе на глубине до 570 м, но чаще не глубже 50, в том числе на мелководье и у поверхности воды.

## Описание
У плоскоголовых семижаберных акул мощное веретенообразное тело и широкая голова. Имеются 7 пар длинных жаберных щелей. Глаза небольшие. Широкий рот закруглён в виде арки. Нижние зубы широкие, имеют форму гребёнки, верхние оканчиваются центральным остриём, каудальный край покрыт зазубринами. Небольшой спинной плавник сдвинут к хвосту. Шип у основания отсутствует. Анальный плавник меньше спинного. Грудные плавники крупные, каудальный край слегка вогнут. У края верхней лопасти хвостового плавника имеется вентральная выемка. Верхняя лопасть хвостового плавника очень длинная, нижняя лопасть довольно хорошо развита. Хвостовой стебель короткий и толстый. От похожих пепельных семижаберных акул плоскоголовые семижаберные акулы отличаются наличием чёрных отметин на теле, меньшим размером глаз и меньшей длиной. Максимальная зарегистрированная длина — 3 м, а вес — 107 кг. Окрас от серебристо-серого до коричневого цвета, брюхо беловатое. По телу разбросаны многочисленные тёмные и белые пятнышки.

## Биология

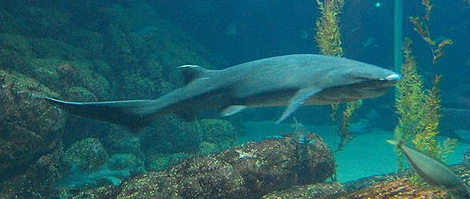
Изредка этих акул содержат в неволе

Плоскоголовые семижаберные акулы охотятся на других акул, скатов, химер, и морских млекопитающих, таких как дельфины, морские свиньи и тюлени. Кроме того, они поедают падаль, в том числе человеческие трупы. В их рацион также входят разнообразные костистые рыбы. Иногда плоскоголовые семижаберные акулы охотятся на крупную добычу стаями. Согласно другой охотничьей тактике они подкрадываются к жертве сзади и совершают в последний момент мощный рывок. Плоскоголовые семижаберные акулы могут стать добычей белых акул. Также среди них известны случаи каннибализма. Будучи пойманными они ведут себя очень агрессивно, поэтому прежде чем затащить на борт их зачастую пристреливают.
Плоскоголовые семижаберные акулы размножаются яйцеживорождением. В помёте до 82 новорожденных длиной 45—53 см. Самцы и самки достигают половой зрелости при длине 150—180 см и 192—208 см соответственно.
На этих акулах паразитируют разные виды цестод, например, Crossobothrium antonioi, Crossobothrium pequeae, нематоды Anisakis sp. и веслоногие рачки Nesippus orientalis и Pandarus bicolor. 

## Взаимодействие с человеком
Вид представляет опасность для человека. Согласно данным International Shark Attack File начиная с XVI века зафиксировано 5 случаев нападения этих акул на людей. Кроме того, были прецеденты нападения акул, содержащихся в неволе, на дайверов. Вид представляет интерес для коммерческого рыбного промысла, любительской рыбалки. Этих акул содержат в публичных аквариумах. У них вкусное мясо, которое употребляют в пищу, кожу выделывают, используют жир печени. В ареале плоскоголовых семижаберных акул ведётся интенсивный рыбный промысел, кроме того, природные питомники подвержены загрязнению. Данных для оценки статуса сохранности вида недостаточно.